# クリス・ジェンキンス (ボクサー)
クリス・ジェンキンス（Chris Jenkins、1988年8月14日 - ）は、イギリスのプロボクサー。スウォンジー出身。

## 来歴
2013年7月6日、ロンドンのヨーク・ホールでプライズファイタースーパーライト級1回戦でトニー・オーエンと対戦し、3回判定勝ちを収め準決勝に進出しそのまま優勝を勝ち取った。
2014年2月1日、カーディフのカーディフ・インターナショナル・アリーナでアサン・ユセイノフとWBCインターナショナルスーパーライト級王座決定戦を行い、10回3-0（3者共100-90）の判定勝ちを収め王座を獲得した。
2015年7月18日、マンチェスターのマンチェスター・アリーナでタイロン・ヌースとBBBofC英国スーパーライト級王座決定戦を行い、12回0-1（112-117、115-115、114-114）の判定で引き分けに終わり王座を獲得出来なかった。
2019年8月3日、ベルファストのマーキーでパディ・ガラガーとBBBofC王座の防衛とコモンウェルスイギリス連邦ウェルター級王座決定戦を行い、9回1分42秒3-0（3者共86-85）の判定勝ちを収めBBBofC王座は初防衛、コモンウェルス王座を獲得した。
2019年11月30日、バーミンガムのバークレイカード・アリーナでリアム・テイラーと対戦し、4回2分56秒負傷判定で引き分けに終わるがBBBofC王座は2度目、コモンウェルス王座は初防衛に成功した。
2021年7月21日、ロンドンのウェンブリー・アリーナでエコウ・エッスマンと対戦し、8回43秒TKO負けを喫しBBBofC王座は3度目、コモンウェルス王座は2度目の防衛に失敗、王座から陥落した。
2022年2月5日、カーディフののカーディフ・インターナショナル・アリーナで元WBA・IBF世界スーパーライト級統一王者のジュリアス・インドンゴと対戦し、8回78-75の判定勝ちを収めた。

## 獲得タイトル
- プライズファイタースーパーライト級トーナメント優勝
- WBCインターナショナルスーパーライト級王座
- BBBofC英国ウェルター級王座
- コモンウェルスイギリス連邦ウェルター級王座